# Scared Straight!
Scared Straight! é um filme-documentário estadunidense de 1978 dirigido e escrito por Arnold Shapiro. Venceu o Oscar de melhor documentário de longa-metragem na edição de 1979.

## Elenco
- Peter Falk - Narrador